# بريتني وكيفن: مشوش
«بريتني وكيفن: مشوش» (بالإنجليزية: Britney & Kevin: Chaotic) هي أول أسطوانة مطولة تصدرها المغنية الأمريكية بريتني سبيرز بتاريخ 27 سبتمبر, 2005, وكانت مرفقة مع الـDVD الخاص ببرنامج الواقع "Britney & Kevin: Chaotic" للتحميل الرقمي. احتوت الأسطوانة على 3 أغانِ: «مشوش», «في يوم من الأيام (سأفهم)» و «موناليزا» , وفي النسخة البريطانية واليابانية يوجد أغنية بعنوان "Over to You Know".